# Zmarli w czerwcu 2019

## Czerwiec 2019
- 30 czerwca
  - Sebastián Alarcón – chilijski reżyser i scenarzysta filmowy[1]
  - Momir Bulatović – czarnogórski polityk i ekonomista, prezydent Czarnogóry (1990–1998), premier Federalnej Republiki Jugosławii (1998–2000)[2]
  - Giovanni Giavazzi – włoski polityk, prawnik i samorządowiec[3]
  - Glyn Houston – walijski aktor[4]
  - Ludwik Krąkowski – polski dziennikarz i publicysta, doktor nauk prawnych, popularyzator prawa[5].
  - Franciszek Kwidziński – polski regionalista, Honorowy Obywatel Kartuz[6][7][8]
  - Borka Pavićević – serbska pisarka, dramaturg, publicystka, działaczka społeczna[9]
- 29 czerwca
  - Gary Duncan – amerykański wokalista i gitarzysta rockowy, muzyk zespołu Quicksilver Messenger Service[10]
  - Steve Henifin – amerykański autor podkładów muzycznych do gier[11]
  - Florijana Ismaili – szwajcarska zawodniczka piłki nożnej[12]
  - Jeon Mi-seon – południowokoreańska aktorka[13]
  - Ireneusz Kluczek – polski lekkoatleta, sprinter, olimpijczyk (1964)[14]
  - Mirosław Markiewicz – polski samorządowiec, wieloletni burmistrz miasta i gminy Leśna[15]
  - Ryszard Patelka – polski oszczepnik[16]
- 28 czerwca
  - Paul Benjamin – amerykański aktor[17]
  - Şükrü Birand – turecki piłkarz[18]
  - Rudolf Buchalik – polski malarz[19]
  - Manfred Göthert – niemiecki farmakolog[20][21]
  - Andrzej Klawitter – polski prozaik, aforysta, satyryk, autor słuchowisk radiowych[22]
  - Lisa Martinek – niemiecka aktorka[23]
- 27 czerwca
  - Stanisław Ostręga – polski polityk, prezydent Zielonej Góry (1975–1983)[24][25]
  - Piotr Sadowski – polski dziennikarz związany z Polskim Radiem[26]
  - Jānis Skredelis – łotewski trener piłkarski[27]
  - Louis Thiry – francuski kompozytor i organista[28]
- 26 czerwca
  - Carlito Cenzon – filipiński duchowny katolicki, biskup[29]
  - Walerij Charczenko – rosyjski reżyser i aktor[30]
  - Bambis Cholidis – grecki zapaśnik[31]
  - Ivan Cooper – północnoirlandzki polityk[32]
  - Douglas Fielding – brytyjski aktor[33]
  - Hans-Joachim Heusinger – wschodnioniemiecki prawnik i działacz partyjny, wicepremier (1972–1989) i minister sprawiedliwości (1972–1990)[34]
  - Zbigniew Orzeł – polski adwokat[35]
  - Edith Scob – francuska aktorka[36]
  - Lesław Stadnicki – polski brydżysta, medalista mistrzostw Polski[37][38]
  - Peter Westergaard – amerykański kompozytor i muzykolog[39]
  - Max Wright – amerykański aktor[40][41]
- 25 czerwca
  - Alinaghi Alikhani – irański polityk i ekonomista, minister gospodarki 1963–1969[42]
  - Giuseppe Fabiani – włoski duchowny katolicki, biskup[43]
  - Jan Józefczuk – polski  pediatra i gastroenterolog dziecięcy, dr hab.[44][45]
  - Bryan Marshall – brytyjski aktor[46]
  - Anna Pokrowska – rosyjska aktorka[47]
  - Isabel Sarli – argentyńska aktorka i modelka[48]
  - Ringaudas Songaila – radziecki (litewski) polityk, premier Litewskiej Socjalistycznej Republiki Radzieckiej (1981–1985), I sekretarz Komunistycznej Partii Litwy (1987–1988)[49]
  - Eurig Wyn – brytyjski i walijski polityk oraz dziennikarz, deputowany do Parlamentu Europejskiego V kadencji[50]
- 24 czerwca
  - Juraj Bindzár – słowacki reżyser i pisarz[51]
  - Billy Drago – amerykański aktor i producent filmowy[52][53]
  - Iván Erőd – austriacki kompozytor, pochodzenia węgierskiego[54]
  - Hubert Glaser – niemiecki historyk[55]
  - José Huerta – peruwiański polityk, minister obrony od 2018[56]
  - Krzysztof Komornicki – polski kierowca wyścigowy i rajdowy[57]
  - Włodzimierz Sikora – polski specjalista w zakresie górnictwa i geologii, prof. dr inż.[58][59]
  - Jörg Stübner – niemiecki piłkarz[60]
  - Brigitte Swoboda – austriacka aktorka[61]
- 23 czerwca
  - Dave Bartholomew – amerykański trębacz bluesowy, R&B, rock and rollowy; lider zespołu, kompozytor, aranżer i producent nagrań[62]
  - Andriej Charitonow – rosyjski aktor[63]
  - Iwona Cierpicka-Almby – polska poetka, publicystka i działaczka emigracyjna[64][65]
  - Henryk Drzewiecki – polski architekt, Naczelny Architekt Miasta Warszawy (1991–1995)[66][67][68]
  - Igor Gallo – słowacki poeta[69]
  - Spiro Malas – amerykański śpiewak operowy pochodzenia greckiego[70]
  - Stephanie Niznik – amerykańska aktorka[71][72]
  - Jusuf Haji Nur – somalijski sędzia, p.o. prezydenta Puntlandu (2001)[73]
  - Fernando Roldán – chilijski piłkarz[74]
  - Abdul Sattar – pakistański polityk, minister spraw zagranicznych (1993, 1999–2002)[75]
  - Steve Šipek – amerykański aktor, pochodzenia chorwackiego[76]
  - Žarko Varajić – jugosłowiański i bośniacki koszykarz[77]
- 22 czerwca
  - Arild Berg – norweski piłkarz[78]
  - Jerry Carrigan – amerykański perkusista i producent nagrań[79]
  - Miguel Ángel Falasca – hiszpański siatkarz, trener[80]
  - Enis Fosforoğlu – turecki aktor[81]
  - Judith Krantz – amerykańska pisarka[82]
  - Leevi Lehto – fiński poeta, tłumacz[83]
  - Kazimierz Pazgan – polski przedsiębiorca[84]
  - Thalles – brazylijski piłkarz[85]
  - Jadwiga Zbyszyńska-Grzybowska – polska działaczka podziemia niepodległościowego w czasie II wojny światowej, dama orderów[86][87]
- 21 czerwca
  - Ewa Andrzejewska – polski chemik, prof. dr hab. inż.[88][89]
  - Susan Bernard – amerykańska aktorka[90]
  - Dimitris Christofias – cypryjski działacz komunistyczny, polityk, prezydent Cypru w latach 2008–2013[91]
  - Ołeksandr Filajew – ukraiński piłkarz[92]
  - Stanisław Matosek – polska dyplomata, ambasador[93]
  - Jan Meyers – amerykańska polityk[94]
  - Bożena Michalska – polska animatorka kultury[95]
  - Elliot Roberts – amerykański menedżer muzyczny[96]
  - William Simons – walijski aktor[97]
  - Czesław Skonka – polski ekonomista i działacz krajoznawczy[98]
- 20 czerwca
  - Andrzej Chmarzyński – polski koszykarz[99]
  - Romuald Dymski – polski działacz polonijny i wydawca[100]
  - Anders Faager – szwedzki lekkoatleta, sprinter[101]
  - Eddie Garcia – filipiński aktor[102]
  - Lech Jakubiak – polski malarz i architekt[103][104][105][106]
  - Leszek Konopski – polski chemik, dr hab. inż.[107][108][109]
  - Jarosław Koral – polski duchowny i teolog katolicki, prof. dr hab.[110][111]
  - Krzysztof Lewicki – polski działacz sportowy, wieloletni prezes Polskiego Związku Biathlonu[112][113]
  - Peter Matić – austriacki aktor[114]
  - Gerald Messlender – austriacki piłkarz[115]
  - Arnold Pujsza – polski aktor[116][117]
  - Rubén Suñé – argentyński piłkarz, reprezentant kraju[118]
- 19 czerwca
  - Filipe Bole – fidżyjski polityk, wicepremier (1993), minister spraw zagranicznych (1987–1988, 1992–1994, 1994–1997)[119]
  - D.K. Chowta – indyjski pisarz[120]
  - Horst Haase – niemiecki polityk i prawnik, parlamentarzysta krajowy i europejski[121]
  - David Matthews – angielski rugbysta[122]
  - Peng Xiaolian – chińska reżyserka filmowa[123]
  - Jack Renner – amerykański muzyk, pedagog muzyczny, inżynier nagrań, współzałożyciel Telarc Records[124]
  - Anna Seile – łotewska polityk i geograf, długoletnia parlamentarzystka[125]
  - Dmytro Tymczuk – ukraiński wojskowy, podpułkownik, dziennikarz, aktywista społeczny i bloger[126]
  - Antoni Wiweger – polski matematyk, dr hab.[127]
  - Leonid Zamiatin – radziecki polityk i dyplomata[128][129]
  - Philippe Zdar – francuski producent muzyczny, członek duetu Cassius[130]
- 18 czerwca
  - Stephen Blaire – amerykański duchowny katolicki, biskup[131]
  - Bogdan Budimirov – chorwacki architekt[132]
  - Pavel Chihaia – rumuński pisarz i dysydent[133]
  - Bill Deacon – nowozelandzki rugbysta, reprezentant kraju[134]
  - François Doubin – francuski polityk i menedżer, przewodniczący Lewicowej Partii Radykalnej (1985–1988), minister delegowany (1988–1992)[135]
  - Henryk Franciszek Nowak – polski patomorfolog, prof. zw. dr hab.[136][137]
  - Molara Ogundipe-Leslie – nigeryjska pisarka i działaczka społeczna, krytyk literacki[138]
  - Maria Giuseppa Robucci-Nargiso – włoska superstulatka, najstarsza Europejka[139]
  - Andrzej Skarzyński – polski społecznik i przedsiębiorca[140][141]
  - Wladimir Stojanow – bułgarski piłkarz, reprezentant kraju[142]
  - Milton Quon – amerykański rysownik, animator filmowy[143]
  - Andrzej Wichur – polski specjalista w zakresie górnictwa i geologii, prof. dr hab. inż.[144][145]
- 17 czerwca
  - Knut Andersen – norweski reżyser filmowy[146]
  - Filipp Bobkow – rosyjski i radziecki funkcjonariusz KGB, generał armii, I zastępca przewodniczącego KGB (1985-1991)[147]
  - Moacyr Grechi – brazylijski duchowny katolicki, arcybiskup[148]
  - Zbigniew Horbowy – polski projektant szkła artystycznego i użytkowego, reformator polskiego wzornictwa szklarskiego, twórca własnej szkoły wzorniczej[149][150]
  - Giorgio Michetti – włoski malarz[151][152]
  - Muhammad Mursi – egipski polityk, prezydent Egiptu w latach 2012–2013[153]
  - Zbigniew Nowek – polski oficer, działacz opozycji w PRL, szef Urzędu Ochrony Państwa, szef Agencji Wywiadu, zastępca szefa Biura Bezpieczeństwa Narodowego[154]
  - Dragi Stefanija – macedoński slawista, wykładowca akademicki[155]
  - Gloria Vanderbilt – amerykańska projektantka mody, pisarka[156]
  - Remo Vigni – włoski piłkarz[157]
  - Lucjan Węgrowicz – polski matematyk, inżynier, profesor Uniwersytetu McGilla w Montrealu[158]
- 16 czerwca
  - Alan Brinkley – amerykański historyk[159][160]
  - Kelly Coleman – amerykański koszykarz[161]
  - Paulino do Livramento Évora – duchowny rzymskokatolicki z Republiki Zielonego Przylądka, biskup[162]
  - Erzsébet Köteles – węgierska gimnastyczka sportowa[163]
  - Bolesław Ocias – polski dyrygent, kompozytor i pedagog[164][165]
  - Rolf von Sydow – niemiecki reżyser[166]
- 15 czerwca
  - Edward Frankiewicz – polski działacz opozycji w okresie PRL, kawaler orderów[167][168]
  - Wilhelm Holzbauer – austriacki architekt[169]
  - Michael Jaffee – amerykański instrumentalista smyczkowy grający muzykę dawną, muzykolog[170][171]
  - Karlheinz Miklin – austriacki muzyk jazzowy[172]
  - Beatriz Salomón – argentyńska aktorka i piosenkarka[173]
  - Franco Zeffirelli – włoski reżyser, scenarzysta i producent filmowy[174][175]
- 14 czerwca
  - Nina Afonina – rosyjska poetka[176]
  - Peter Batey – australijski aktor i reżyser[177]
  - Maurice Bénichou – francuski aktor[178]
  - Roger Béteille – francuski konstruktor samolotów, współzałożyciel grupy Airbus[179][180]
  - Ricardo Migliorisi – paragwajski malarz[181]
  - Henryk Noworyta – polski piłkarz nożny, piłkarz ręczny i hokeista na lodzie, wieloletni pracownik WSK-PZL Mielec[182]
  - Danuta Nowak-Stachow-Wrońska – polska gimnastyczka sportowa, olimpijka z Melbourne i Rzymu[183]
  - Martin Roth – austriacki artysta konceptualny[184]
- 13 czerwca
  - Pierre DuMaine – amerykański duchowny katolicki, biskup[185]
  - Edith González – meksykańska aktorka[186]
  - Stanisław Gura – polski lekarz, wiceminister zdrowia i opieki społecznej (1981–1989)[187][188]
  - Anne Hamilton-Byrne – australijska przywódczyni religijna uważana za przywódczynię sekty[189][190]
  - Şeref Has – turecki piłkarz, reprezentant kraju[191]
  - Józef Janiszewski – polski działacz opozycji w okresie PRL oraz działacz polonijny, kawaler orderów[192]
  - Geoff Lees – angielski piłkarz[193]
  - Natura Ganganbaigal – chiński multiinstrumentalista[194][195]
  - Rosario Parmeggiani – włoski piłkarz wodny[196]
  - Joyce Pensato – amerykańska artystka[197]
  - Robby Sugara – indonezyjski aktor[198]
  - Władysław Żaroffe – polski działacz podziemia niepodległościowego w czasie II wojny światowej, wicemistrz Polski w szachowej grze korespondencyjnej (1983)[199]
- 12 czerwca
  - Thandi Brewer – południowoafrykańska reżyserka i scenarzystka[200]
  - Armand De Decker – belgijski polityk, przewodniczący Senatu (1999–2004, 2007–2010)[201]
  - Léon Kalenga Badikebele – kongijski duchowny katolicki, arcybiskup[202]
  - Sylvia Miles – amerykańska aktorka[203]
  - Wojciech Nowiński – polski piłkarz ręczny, trener piłki ręcznej, komentator sportowy[204]
  - Elfriede Ott – austriacka aktorka i piosenkarka[205]
  - Kosta Radović – serbski poeta[206]
- 11 czerwca
  - Carl Bertelsen – duński piłkarz[207]
  - Zbigniew Domino – polski pisarz, w czasach stalinizmu prokurator wojskowy[208]
  - Martin Feldstein – amerykański ekonomista[209]
  - Gabriele Grunewald – amerykańska lekkoatletka, średniodystansowiec[210]
  - Francisco Miró Quesada Cantuarias – peruwiański filozof i polityk, minister edukacji (1963–1964)[211]
  - Tadeusz Mołdawa – polski prawnik i politolog, profesor nauk społecznych, wykładowca Uniwersytetu Warszawskiego[212]
  - Enrico Nascimbeni – włoski piosenkarz i dziennikarz[213]
  - Velvel Pasternak – amerykański muzykolog, dyrygent, aranżer, producent i wydawca[214]
  - Zbigniew Sztejman – polski aktor, dyrektor Teatru im. Juliusza Osterwy w Lublinie (1976–1980)[215][216]
- 10 czerwca
  - Girish Karnad – indyjski aktor i reżyser[217][218]
  - Patrick Munnik – holenderski producent gier, główny producent Guerrilla Games[219][220]
  - Ib Nørholm – duński kompozytor[221]
  - Mohan Rangachari – indyjski aktor[222]
  - Andrzej Ryński – polski sędzia Sądu Najwyższego[223]
  - Sven-David Sandström – szwedzki kompozytor[224]
  - Akhtar Sarfraz – pakistański krykiecista, reprezentant kraju[225]
  - Paul Sinegal – amerykański muzyk bluesowy[226]
  - Valeria Valeri – włoska aktorka[227]
- 9 czerwca
  - Yves Bot – francuski prawnik, prokurator, rzecznik generalny Trybunału Sprawiedliwości Wspólnot Europejskich[228]
  - Bushwick Bill – amerykański raper[229]
  - Siergiej Chomutow – rosyjski poeta, pisarz i dziennikarz[230]
  - Agar Delós – boliwijska aktorka[231]
  - Ma Ju-lung – tajwański aktor[232]
  - Mercedes Pascual – meksykańska aktorka, pochodzenia hiszpańskiego[233]
  - Jim Pike – amerykański piosenkarz, muzyk zespołu The Lettermen[234]
  - Gerlind Reinshagen – niemiecka pisarka[235]
  - Wojciech Rybicki – polski kompozytor, pianista, poeta, inżynier chemik[236]
  - William D. Wittliff – amerykański scenarzysta[237]
- 8 czerwca
  - Renée Le Calm – francuska aktorka[238]
  - Norman Dewis – brytyjski inżynier i kierowca wyścigowy[239]
  - Justin Edinburgh – angielski piłkarz i trener, zawodnik Tottenhamu[240]
  - Antoni Furdal – polski językoznawca, polonista i slawista[241]
  - Andrzej Godlewski – polski dziennikarz, publicysta[242]
  - Stephen Li Side – chiński duchowny katolicki, biskup diecezji tiencińskiej[243]
  - André Matos – brazylijski piosenkarz[244]
  - Abd al-Basit as-Sarut – syryjski piłkarz, jeden z liderów wystąpień przeciwko władzy Baszszara al-Asada z 2011[245]
- 7 czerwca
  - Ryszard Bugajski – polski reżyser filmowy i telewizyjny oraz pisarz i scenarzysta[246]
  - Zoran Bulatović – serbski piłkarz[247]
  - Lafayette Galvão – brazylijski aktor, reżyser i pisarz[248]
  - Nonnie Griffin – kanadyjska aktorka[249]
  - Narciso Ibáñez Serrador – hiszpański reżyser i scenarzysta filmowy[250]
  - Elisabeta Ionescu – rumuńska piłkarka ręczna[251]
  - Teresa Kłębkowska-Reńska – polska architektka[252]
  - Zbigniew Orłowski – polski lekarz-nefrolog, profesor nauk medycznych, wykładowca Akademii Medycznej w Łodzi, żołnierz Armii Krajowej[253]
  - Elżbieta Porzec-Nowak – polska siatkarka[254]
  - Anna Zaporska-Zawadka – polska scenografka[255][256][257]
- 6 czerwca
  - Joan Callahan – amerykańska filozof[258]
  - John Gunther Dean – amerykański dyplomata[259]
  - Dr. John – amerykański wokalista, pianista i gitarzysta[260]
  - Kazimierz Frątczak – polski polityk, poseł na Sejm PRL VIII i IX kadencji[261]
  - Aleksandr Kuzniecow – rosyjski aktor[262]
  - Marek Sapetto – polski malarz i grafik, profesor sztuk plastycznych[263][264]
  - Bolesław Pylak – polski duchowny katolicki, teolog, arcybiskup senior archidiecezji lubelskiej[265]
  - Anwar Sajjad – pakistański pisarz i dramaturg[266]
  - Carl Schell – szwajcarski aktor[267]
- 5 czerwca
  - Dinyar Contractor – indyjski aktor[268]
  - Leszek Dumnicki – polski taternik jaskiniowy, taternik i alpinista[269]
  - Alejandro Jadresic – chilijski polityk, minister energetyki (1994–1997)[270]
  - Jan Karwecki – polski piłkarz[271]
  - Wilfried Kohlars – niemiecki piłkarz[272]
  - Marek Lewandowski – polski scenograf[273][274]
  - Jerzy Popielarczyk – polski aktor[275][276][277]
  - Elio Sgreccia – włoski duchowny katolicki, bioetyk, kardynał[278]
  - Roman Dawid Tauber – polski działacz hotelarski, wykładowca akademicki[279]
  - Barbara Warzeńska – polska malarka[280]
- 4 czerwca
  - Geevarghese Timotheos Chundevalel – indyjski duchowny katolicki, biskup[281]
  - Billy Gabor – amerykański koszykarz[282]
  - Robin Herd – brytyjski inżynier, projektant, biznesmen[283]
  - Anna Kossowska – polska socjolog i kryminolog, profesor Uniwersytetu Warszawskiego i docent Instytutu Nauk Prawnych PAN[284]
  - Lennart Johansson – szwedzki działacz sportowy, prezydent europejskiej federacji piłkarskiej UEFA (1990–2007)[285]
  - Lawrie Leslie – szkocki piłkarz, reprezentant kraju[286]
  - Nechama Riwlin – izraelska pierwsza dama[287]
- 3 czerwca
  - Agustina Bessa-Luís(inne języki) – portugalska pisarka[288]
  - Roy Cruttenden – brytyjski lekkoatleta, skoczek w dal[289]
  - Paul Darrow – angielski aktor[290]
  - Fabrizio Fabbri – włoski kolarz[291]
  - Javier Barreda Jara – peruwiański polityk, minister pracy (2018)[292]
  - Jacek Fisiak – polski filolog angielski, prof. dr hab., rektor Uniwersytetu im. Adama Mickiewicza w Poznaniu (1985–1988), minister edukacji narodowej (1988–1989)[293]
  - Jan Jankowicz – polski gimnastyk sportowy, olimpijczyk[294]
  - Janusz Januszewski – polski działacz opozycji w okresie PRL, kawaler orderów[295]
  - Jurica Jerković – chorwacki piłkarz[296]
  - Kazimierz Mizerski – polski działacz opozycji w okresie PRL[297]
  - Zygmunt Pietraszewski – polski piłkarz[298]
  - Siemion Rozenfeld – radziecki żołnierz pochodzenia żydowskiego, uczestnik powstania i masowej ucieczki więźniów z obozu zagłady w Sobiborze[299]
  - Jarosław Sidun – polski specjalista w zakresie budowy i eksploatacji maszyn, dr hab. inż.[300][301]
  - János Térey – węgierski poeta, pisarz i tłumacz[302]
  - Wiesław Znyk – polski operator dźwięku[303]
- 2 czerwca
  - Yannick Bellon – francuska reżyserka filmowa[304][305]
  - Jaroslav Čorba – słowacki dramaturg i scenarzysta[306]
  - Lawrence Leathers – amerykański perkusista jazzowy[307]
  - Luisinho Lemos – brazylijski piłkarz[308]
  - Ken Matthews – brytyjski lekkoatleta, chodziarz[309]
  - Lowell North – amerykański żeglarz, mistrz olimpijski[310][311]
  - Maciej Parowski – polski pisarz i krytyk, redaktor „Nowej Fantastyki”[312]
  - Alan Rollinson – brytyjski kierowca wyścigowy[313]
  - Zdzisław Wiek – polski architekt, architekt miejski i powiatowy w Kielcach[314][315][316]
- 1 czerwca
  - Stanisław Burkot – polski historyk literatury[317]
  - Nikoła Dinew – bułgarski zapaśnik, mistrz Europy[318]
  - Wojciech Kwiatkowski – polski polityk, geodeta, inżynier, samorządowiec, działacz opozycji w okresie PRL, poseł na Sejm I kadencji[319]
  - Christobel Mattingley – australijska pisarka[320]
  - Giennadij Matwiejew – rosyjski aktor[321]
  - José Antonio Reyes – hiszpański piłkarz[322]
  - Michel Serres – francuski teoretyk, filozof, pisarz[323]
  - Andrzej Westwalewicz – polski malarz i grafik[324]

data dzienna nieznana
- Tadeusz Cielniak – polski działacz opozycji w okresie PRL, kawaler orderów[325]
- Anna Drabik – polska działaczka społeczna, prezes Stowarzyszenia Dzieci Holocaustu (2006–2012)[326]
- Czesław Dziaduś – polski fotograf[327][328]
- Grzegorz Gabryelski – polski samorządowiec i inżynier rolnictwa, wójt gminy Przytoczna (1994–1998), starosta międzyrzecki (2006–2018)[329]
- Wiesław Kaczmarski – polski dziennikarz[330]
- Edward Łągiewczyk – polski przedsiębiorca[331]
- Janusz Łukaszewski – polski piłkarz[332]
- Grzegorz Madejski – polski piosenkarz i autor tekstów[333][334]
- Henryk Nowak – polski bokser[335]
- Jan Penzioł – polski działacz podziemia niepodległościowego w czasie II wojny światowej, Honorowy Obywatel Miasta Marki[336]
- Danuta Pisarek-Dassara – polska malarka i graficzka[337]
- Fryderyk Schaffgotsch – niemiecki hrabia, 8. Wolny Pan Stanowy na Chojniku i Cieplicach Śląskich, senior rodu Schaffgotschów[338]